# Epifanie Norocel
Epifanie Norocel, pe numele de mirean Gavril Norocel, (n. 14 decembrie 1932, Mălini, Suceava, România – d. 7 ianuarie 2013, Panciu, Vrancea, România) a fost un episcop român, membru al Sfântului Sinod al Bisericii Ortodoxe Române. A îndeplinit funcțiile de stareț al Mănăstirii Neamț (1971-1975), episcop-vicar al Arhiepiscopiei Tomisului și Dunării de Jos (1975-1982), episcop al Buzăului (1982-2009) și arhiepiscop al Buzăului și Vrancei (2009-2013).  

## Biografie
S-a născut la 14 decembrie 1932, în satul Mălini din județul Baia (azi în județul Suceava), primind la botez numele de Gavril Norocel. După absolvirea ciclului primar în satul natal, avându-l coleg pe poetul Nicolae Labiș, a fost frate în Mănăstirea Râșca, județul Suceava între anii 1948-1950. Urmează apoi cursurile Seminariilor Teologice din mănăstirea Neamț în perioada 1951-1955 și Curtea de Argeș în perioada 1955-1956. În 1953 este tuns în monarhism cu numele de Epifanie, în mănăstirea Neamț și hirotonit diacon la 25 mai în același an.
În anul 1961 a fost licențiat în Teologie la Academia Teologică din Sofia, a studiat teologia la București și Moscova. Între 1965-1971 a fost profesor și director la Seminarul Teologic de la Mănăstirea Neamț. Între 1971-1975 a fost starețul Mănăstirii Neamț, iar în data de 9 noiembrie 1975 a fost ales de către Sfântul Sinod al Bisericii Ortodoxe Române ca episcop-vicar al Arhiepiscopiei Tomisului și Dunării de Jos, cu titulatura de „Tomitanul” și reședința la Constanța (sediul Arhiepiscopiei se afla la Galați). În anul 1981 a fost ales ca episcop al Episcopiei Buzăului, devenind arhiepiscop după ridicarea episcopiei în anul 2009 la rangul de arhiepiscopie a Buzăului și Vrancei. S-a ocupat cu consolidarea palatului episcopal, a catedralei, a paraclisului, a seminarului teologic și a clopotniței.
S-a îngrijit de buna desfășurare a învățământului religios. Cu binecuvântarea sa , au fost înființate două noi seminarii monahale: "Sfântul Grigorie Palama", la Mănăstirea Ciolanu și "Sfântul Epifanie- arhiepiscopul Ciprului", la Mănăstirea Rătești, cursurile acestor școli putând fi urmate, alături de personalul monahal, și de laici.
A suferit un infarct miocardic în timp ce se deplasa către Mănăstirea Brazi din județul Vrancea, în ziua de 7 ianuarie 2013. A fost transportat de urgență la spitalul din Panciu, dar medicii de acolo nu au reușit să-l resusciteze.

## Publicații
- Organizarea Bisericii în secolul al V lea în urma hotărârilor Sinodului de la Calcedon. // Glasul Bisericii, an. XXI, 1962, nr. 3-4, 307—317.
- Русско-румынские Церковные отношения в XIV—XVIII веках // Журнал Московской Патриархии. — 1964. — № 5. — C. 29-32
- Представители румынской молодежи в русских духовных школах // Журнал Московской Патриархии. — 1964. — № 8. — C. 56-58.
- Митрополит Трансильванский Андрей Шагуна (к 100-летию восстановления Трансильванской митрополии) // Журнал Московской Патриархии. — 1964. — № 11. — С. 38—40.
- Biserica Armeană. // Mitropolia Moldovei și Sucevei, an. XLI, 1965, nr. 7-8, 374—390.
- Patriarhia Bulgară din Târnovo între anii 1233—1393. // Studii Teologice, an. XVIII, 1966, nr. 3-4, 146—159.
- Sfântul Eftimie, ultimul patriarh de Târnovo și legăturile lui cu Biserica românească. // Biserica Ortodoxa Romana, an. LXXXIV, 1966, nr. 5-6, 552—573.
- Relațiile bisericești și culturale între Bisericile Ortodoxă Română și Bulgară în secolul al XIX-lea. // Biserica Ortodoxa Romana, an. LXXXV, 1967, nr. 9-10, 1006—1016.
- Istoricul Bisericii georgiene și relațiile ei cu Biserica românească. // Mitropolia Moldovei și Sucevei, an. XLIII, 1967, nr. 9-10, 577—592.
- Mitropolitul Veniamin Costachii și tipoarafia din Iași. // Mitropolia Moldovei și Sucevei, an. XLIII, 1967, nr. 1-2, 71-79.
- 1600 de ani de la moartea martirică a Sfântului Sava Gotul. // Mitropolia Moldovei și Sucevei, an. XLVIII, 1972, nr. 3-4, 146—158.
- Egalitatea oamenilor în concepția Sfântului Vasile cel Mare. // Mitropolia Moldovei și Sucevei, an. XLVIII, 1972, nr. 5-6, 355—366.
- Creștinismul la români după Dimitrie Cantemir. // Mitropolia Moldovei și Sucevei, an. XLIX, 1975, nr. 9-10, 618—625.
- Continuitatea românească și creștină — noi contribuții. // Glasul Bisericii, an. XXXVIII, 1979, nr. 3-4, 320—338.
- Învățătura Sfântuîlui Vasile cel Mare despre folosirea bunurilor materiale. // Glasul Bisericii, an. XXXVIII, nr. 5-6, 1979, 469—478.
- Viața bisericească la Tomis în secolele IV—VI. // Glasul Bisericii, an. XXXVIII, 1979, nr. 7-8, 807—824.
- Sfântul Apostol Andrei în traditia românilor mărturie a vechimii creștinismului și a continuității noastre pe aceste meleaguri. // Glasul Bisericii, an. XXXVIII, 1979, nr. 11-12, 1157—1174.
- Figuri bisericești de luptători pentru cultura și unitatea neamului. // vol. Arhiepiscopia Tomisului și Dunării de Jos în trecut și astăzi, Galați, 1981, 127—143.
- O parte din Studii strînse în vol. Pagini din istoria veche a creștinismului la români. — Buzau, 1986.
- Pastorale și alte articole cu caracter misionar publicate // În slujba credințe și a înțelegerii între oameni. — Buzău, 1987.
- Ctitorii voievodale în Eparhia Buzăului, Editura Episcopiei Buzăului, 1988